# Malvina Hoffman
Malvina Hoffman (New York, 15 giugno 1885 – 10 luglio 1966) è stata una scultrice statunitense, figlia del pianista Richard Hoffman. Fin da piccola si dedica alla scultura.
Nel 1910 si trasferisce a Parigi e diviene allieva di Auguste Rodin. Durante la prima guerra mondiale lavorò per la Croce Rossa. Nel 1930 iniziò a lavorare per il Field Museum of Natural History di Chicago. Per il museo produsse (dopo un viaggio di 2 anni nei cinque continenti) più di 100 sculture in bronzo raffiguranti i diversi tipi umani del mondo.